# Lago Folsom
Il lago Folsom è un bacino idrico sul fiume American ai piedi della Sierra Nevada, in California. 
Si trova all'interno delle contee di Placer, El Dorado e Sacramento, a circa 40 km. a nord-est di Sacramento. La superficie del lago è di 46,35 km², la sua altitudine è di 142 sul livello del mare ed ha 121 km. di costa ondulata. Il lago Folsom e la circostante area ricreativa costituiscono uno dei parchi più visitati del sistema del California Park. 
L'Ufficio per la valutazione dei pericoli per la salute ambientale (OEHHA) della California ha sviluppato una consulenza sull'alimentazione sicura per il lago Folsom sulla base dei livelli di mercurio trovati nei pesci catturati.

## Storia
Il bacino idrico del lago Folsom è formato dalla diga di Folsom, costruita nel 1955 per controllare e trattenere il fiume American. La diga e il serbatoio fanno parte del Progetto Folsom, che comprende anche il serbatoio Nbbus afterbay e le strutture della diga. Il progetto Folsom, gestito dal Bureau of Reclamation degli Stati Uniti, fa parte del Central Valley Project, un progetto multiuso che fornisce controllo delle inondazioni, produzione di energia elettrica, acqua potabile e acqua per l'irrigazione. 
Quando fu costruita la diga, fu progettata per contenere 1204000 m3 con una superficie di 46,35 km². La diga è larga 420 metri e alta 102. È una struttura in cemento con circa 14,5 km. di dighe alari e dighe che sostengono le aree circostanti. 

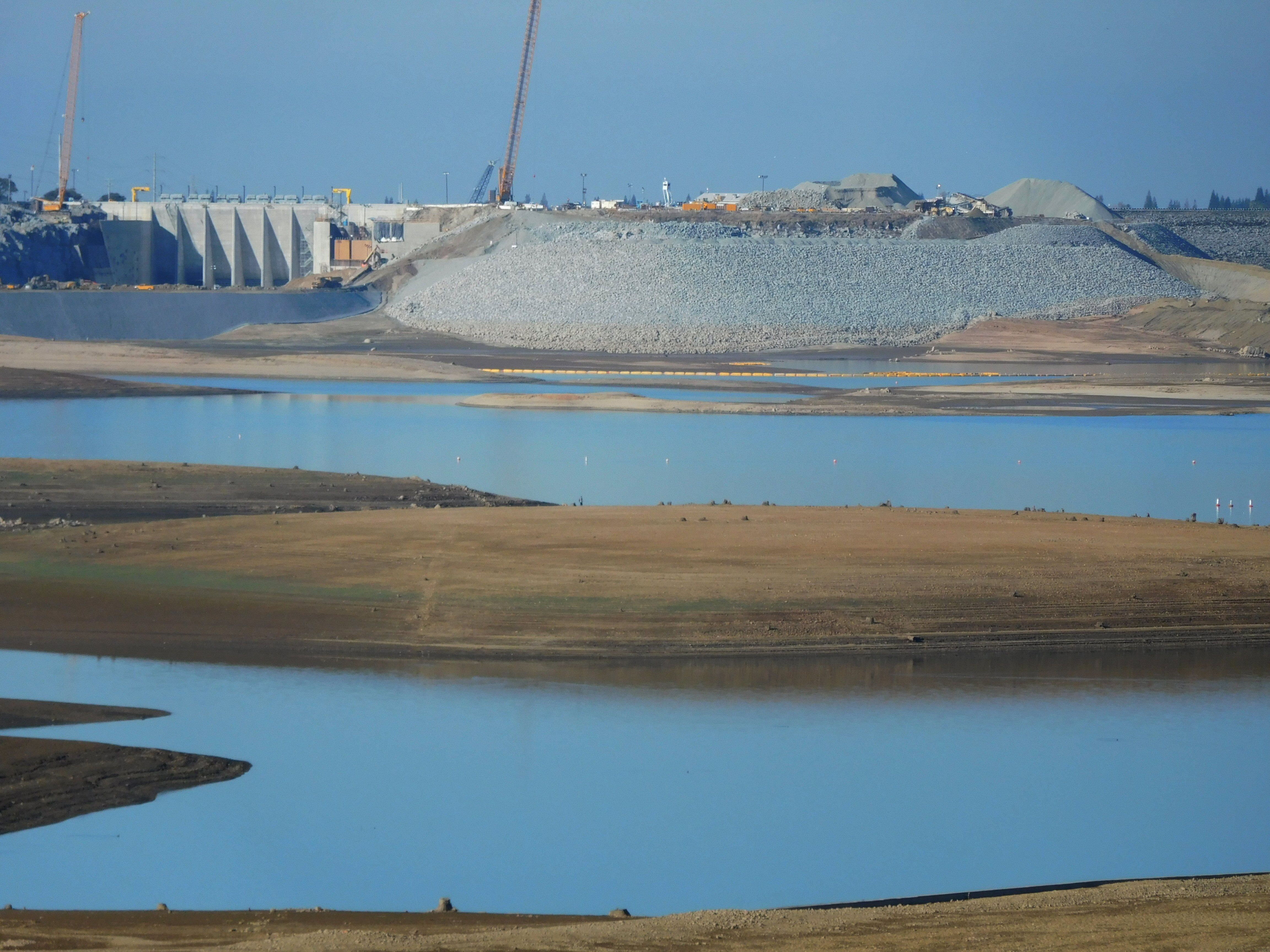
Il lago Folsom durante la siccità della California 2011-2017

Durante la siccità della fine del 2013, parte della siccità nordamericana 2012-2014, la città conosciuta come Mormon Island riapparve 58 anni dopo essere stata sommersa sotto il lago Folsom, con i muri di pietra di alcune delle aree periferiche rivelati dal lago che si restringeva.

## Natura
Ippocastano della California, la quercia blu, la quercia della valle, i pini scavatori, le querce nere e talvolta le querce dell'oracolo, popolano l'area circostante il lago. Una varietà di fiori selvatici prosperano in primavera: il pennello indiano, il papavero della California, il larkspur, il lupino, la bordicaea, il collo di mezzo, la pipa olandese e il fiore di scimmia sono presenti in tutto il SRA. 
Numerosi mammiferi abitano l'area del lago, tra cui coyote, volpi grigie, conigli, puzzole, procioni, scoiattoli, cervi dalla coda nera, opossum e, occasionalmente, sono stati avvistati leoni di montagna, linci e orsi neri. 
Un certo numero di uccelli popola il lago Folsom tutto l'anno, i bushtits, le quaglie, i wrens, le ghiandaie, gli uccelli neri e i towhees. Vicino all'acqua i visitatori vedono spesso martin pescatori, falchi dalla coda rossa, aquile, kestlers, gabbiani e altri rapaci in cerca di cibo.

## Controllo delle alluvioni
Per otto mesi all'anno, dal 1º ottobre al 31 maggio, la diga e il lago vengono utilizzati per prevenire inondazioni all'estremità inferiore del fiume American. Il bacino del Sacramento è noto per le inondazioni e la diga aiuta ad alleviare il deflusso della tempesta invernale e lo scioglimento della neve dalla Sierra. 
È un componente importante dell'American River Watershed. Durante i mesi estivi, l'acqua viene fatta uscire per prevenire l'intrusione di acqua salata nel delta di San Joaquin. Questi flussi mantengono la qualità e le temperature dell'acqua ideali per le specie di pesci anadromi come il salmone Chinook, la testa d'acciaio e l'ombra americana. Molte di queste specie sono di primaria importanza a causa del loro declino nel numero e della distruzione dell'habitat riproduttivo. 
L'acqua nel lago di Folsom viene utilizzata anche come acqua potabile e per la produzione di energia durante tutto l'anno. Come serbatoio, i livelli dell'acqua nel lago oscillano tra i 132 m. all'inizio dell'estate e i 121 all'inizio dell'inverno. Negli anni di siccità, i livelli dell'acqua possono essere abbassati sotto i 120 m. di altezza. Alcuni dei fattori che influenzano questi livelli comprendono le precipitazioni, i flussi a valle e il fabbisogno di pesca.